# Wojciech Piecha
Wojciech Piotr Piecha (ur. 13 lutego 1958 w Rybniku) – polski polityk, górnik i samorządowiec, senator IX i X kadencji. Brat Bolesława Piechy.

## Życiorys
Absolwent Wydziału Górnictwa i Geologii Politechniki Śląskiej, odbył studia podyplomowe z zakresu bezpieczeństwa i higieny pracy. Zawodowo związany z KWK „Jankowice”.
Zaangażował się w działalność polityczną w ramach Prawa i Sprawiedliwości. Z listy PiS w 2006 kandydował bez powodzenia na radnego Rybnika. Wszedł w skład rady miejskiej w 2007 w miejsce Tadeusza Gruszki. Utrzymywał tę funkcję w kolejnych wyborach w 2010 i w 2014, stając na czele klubu radnych swojego ugrupowania.
W wyborach parlamentarnych w 2015 z ramienia PiS został wybrany do Senatu IX kadencji w okręgu wyborczym nr 73. W wyborach w 2019 z powodzeniem ubiegał się o senacką reelekcję. W 2023 nie został ponownie wybrany.